# Windische Höhe
Windische Höhe är ett bergspass i Österrike. Det ligger i distriktet Villach-Land och förbundslandet Kärnten, i den centrala delen av landet, 280 km sydväst om huvudstaden Wien. Windische Höhe ligger 1 343 meter över havet.
Terrängen runt Windische Höhe är bergig åt sydost, men åt nordväst är den kuperad. Närmaste större samhälle är Paternion, 10,4 km nordost om Windische Höhe. 
Omgivningarna runt Windische Höhe är en mosaik av jordbruksmark och naturlig växtlighet. Runt Windische Höhe är det ganska tätbefolkat, med 65 invånare per kvadratkilometer.